# 尼崎市立歴史博物館

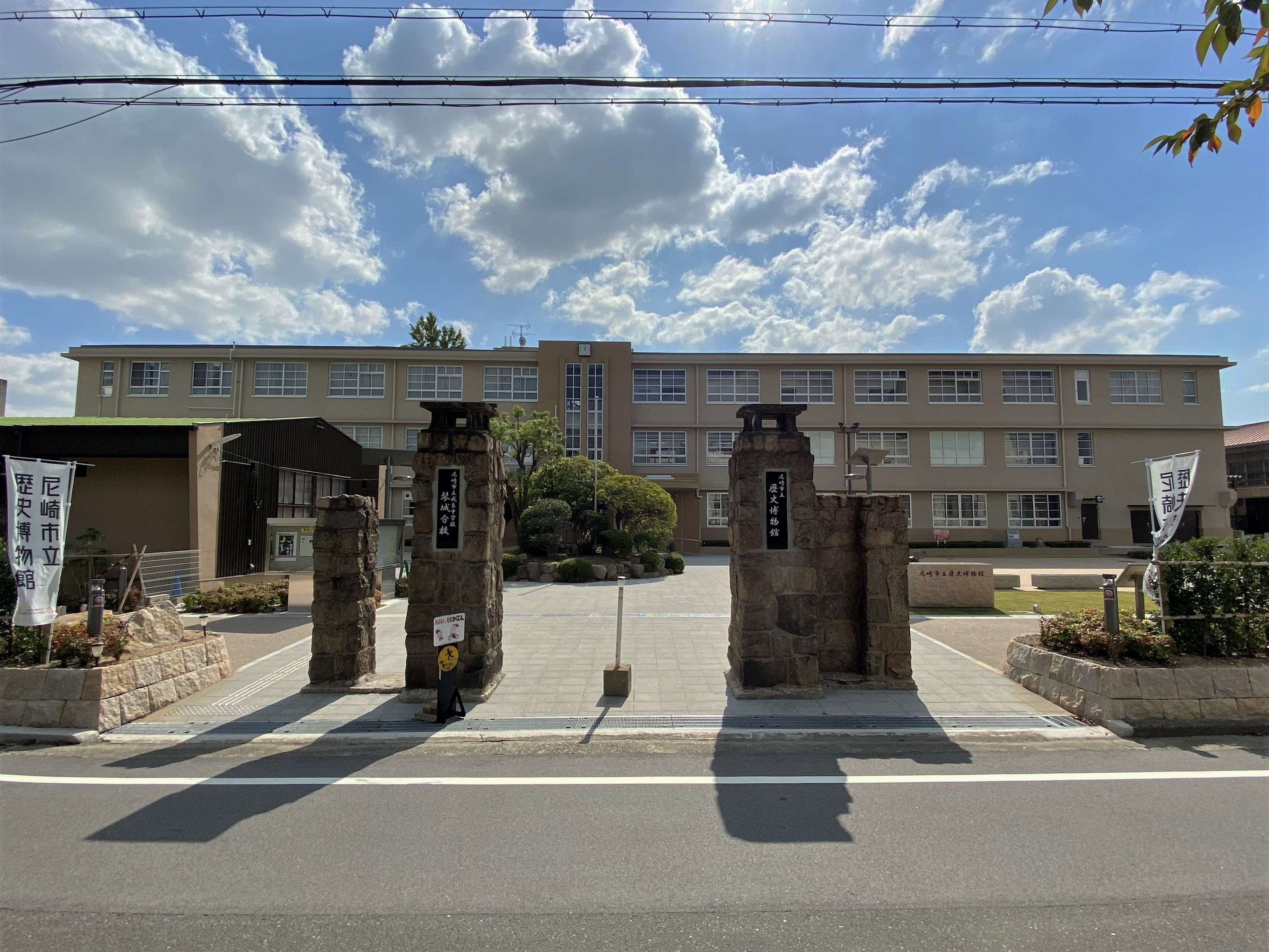
門と本館全景

尼崎市立歴史博物館（あまがさきしりつ れきしはくぶつかん）は、兵庫県尼崎市にある歴史博物館。

## 沿革
当初文化財に関する事務は尼崎市教育委員会の社会教育課で取り扱い、出土した考古資料の整理は市役所や小学校等で移転を繰り返しながら業務を行なっていた。その後尼崎市立立花小学校の校舎の一部を改修して展示室を設け、資料の収蔵・整理作業等を集約した。
しかし、市内の出土資料や収集した文化財の収蔵場所が限界に達し、保管物を市内の公共施設に分散せざるを得なくなるなどの支障が生じた。そこで「城内地区まちづくり」事業の一環として、地域資産の活用と収蔵場所の確保により事業を発展的に行うため、旧城内中学校跡地への集約・移転を実施することとなった。「尼崎市立文化財収蔵庫」という名称で一般公開していた。
2018年から建物のリニューアル工事を行い、文化財収蔵庫と地域研究史料館の機能を統合し、2020年10月10日から新たに「尼崎市立歴史博物館」として開館した。指定管理者制度を採用せず、尼崎市教育委員会の直営である。
兵庫県博物館協会加盟館。博物館法に基づく兵庫県教育委員会登録博物館である。またひょうごっ子ココロンカードの対象施設になっている。

### 年表
- 1973年（昭和48年）10月3日 - 立花小学校内へ本施設を開設[7]
- 1981年（昭和56年） - 文化財に関する事務全般を本施設へ集約。
- 2009年（平成21年）1月1日 - 旧城内中学校跡地（現在地）へ移転。「尼崎市立文化財収蔵庫」の名称となる。
- 2011年（平成23年）3月 - 映画『ALWAYS 三丁目の夕日'64』のロケ現場として使用される[8]
- 2014年（平成26年）4月1日 - 開館日を変更（収蔵庫の展示・催事のみ）[9]
- 2018年（平成30年）- 建物のリニューアル工事を着工
- 2020年（令和2年）10月10日 - 尼崎市立歴史博物館として新たに開館[10]。

## 施設

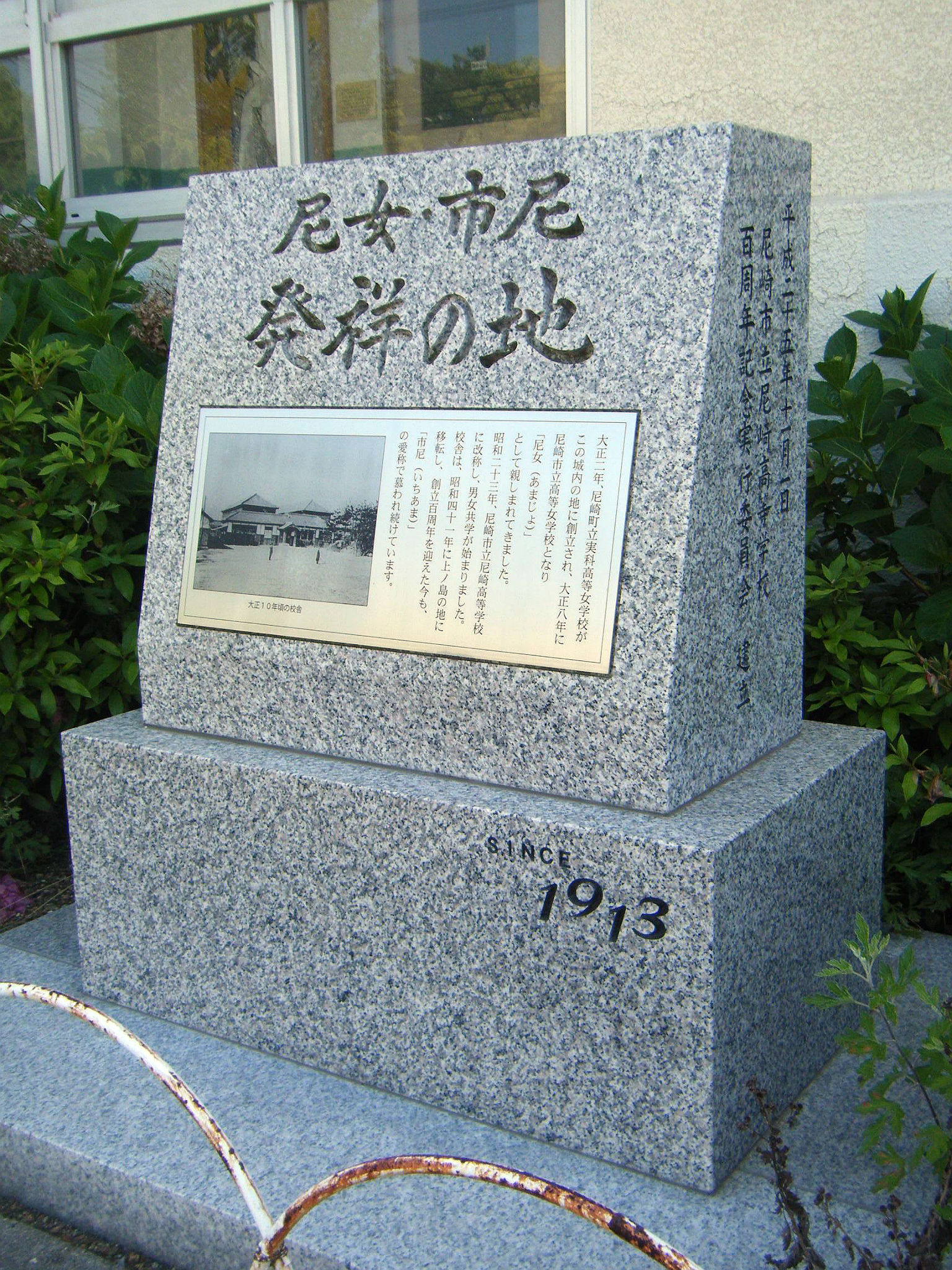
尼女・市尼発祥の地記念碑

建物は、1933年（昭和8年）に建設された鉄筋コンクリート造・3階建（延床面積5,500m2）、旧尼崎市立高等女学校（現・尼崎市立尼崎高等学校）」の校舎で、その後2005年（平成17年）まで城内中学校（移転統合により尼崎市立成良中学校へ変更）として使用されていた。「文化財収蔵庫」の時代にはその内、1階部分（延床面積2,008m2）等を展示室や事務室として使用している。
また、映画『ALWAYS 三丁目の夕日'64』では、建物外観が「凡天堂病院」の設定で撮影に使用されるなどした。

### 展示内容・フロアの説明
本館の展示内容は下表の通りである。
| フロア | 展示               | 内容                                                                 |
| ------ | ------------------ | -------------------------------------------------------------------- |
| 2F     | 常設展示           | 古代～近代までの尼崎の各時代の歴史を伝える内容                       |
| 3F     | 常設展示           | 戦災、自然災害、公害問題などを乗り越えてきた尼崎の現代史を伝える内容 |
| 3F     | 企画展示           | 他都市の博物館などから借用した資料を利用し、企画展を開催             |
| 3F     | 公文書館機能エリア | 地域資料の公開・閲覧といったレファレンスサービスの実施               |

別棟の産業資料展示室では、大型の産業機械等を展示し尼崎の工業史を紹介している。
また玄関ホールでは上記映画や映画『焼肉ドラゴン』で撮影に利用された旨の紹介がされている。
展示以外の機能として1Fに事務室と埋蔵文化財関連の作業室、3Fに展示学習室・体験学習室がある。

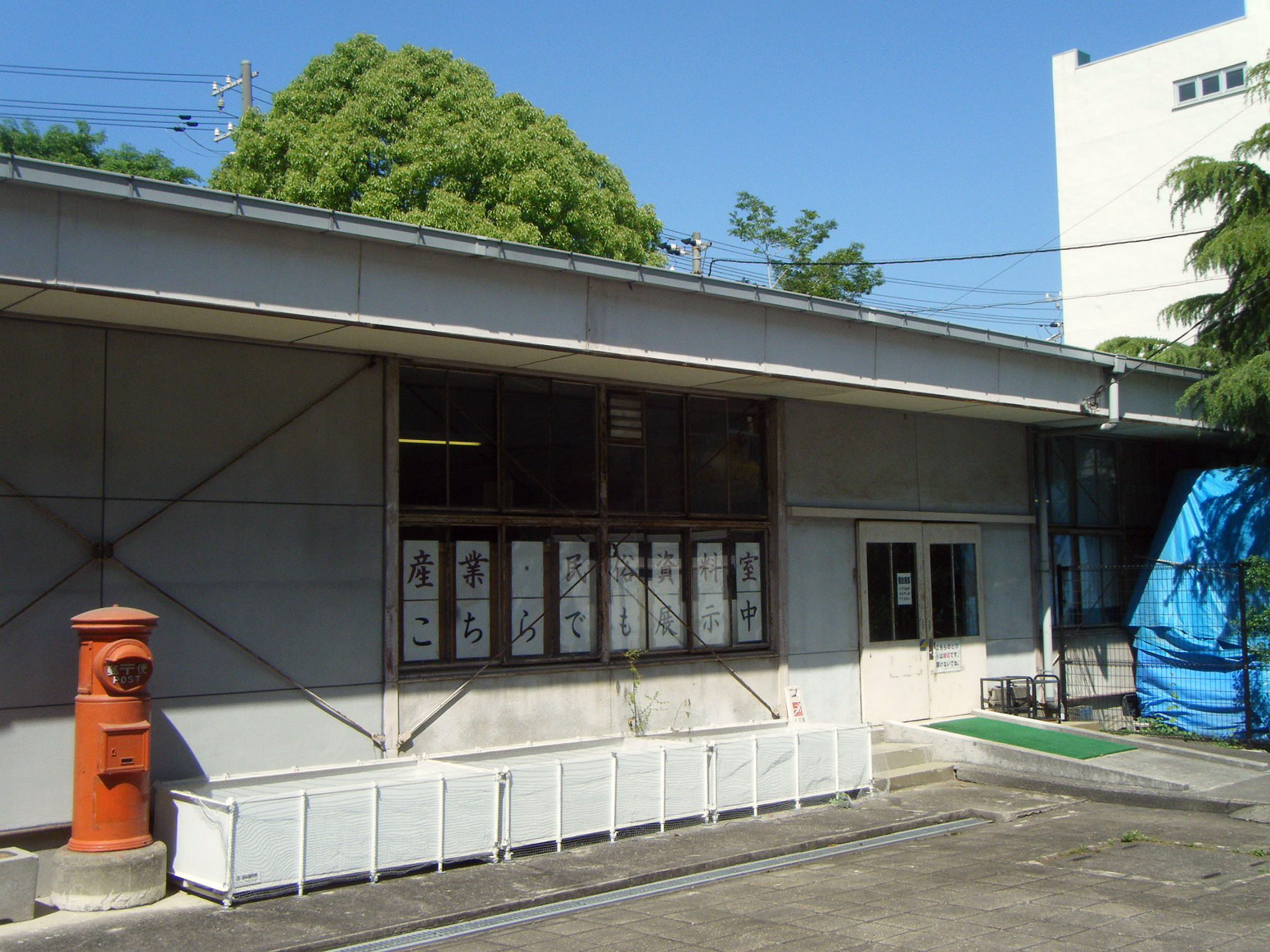
別棟　産業資料展示室（リニューアル前の写真）

## 利用情報
- 開館時間：午前9時～午後5時（入館は午後4時30分まで）
- 休館日
  - 月曜日（祝日の場合は直後の平日）
  - 年末年始（12月29日～1月3日）
- 入館料：無料

## 交通アクセス
- 阪神尼崎駅より、南東へ徒歩約9分
- 阪神大物駅より、南西へ徒歩約7分